# Basketball Bundesliga de 1987–88
A Temporada 1987–88 da Basketball Bundesliga foi a 22.ª edição da principal competição de basquetebol masculino na Alemanha. A equipe do Saturn Köln conquistou seu quarto título nacional.

## Equipes participantes
| Clube                   | Localização  |
| ----------------------- | ------------ |
| Steiner Bayreuth        | Bayreuth     |
| TSV Bayer 04 Leverkusen | Leverkusen   |
| TTL Bamberg             | Bamberga     |
| Saturn Köln             | Colônia      |
| SSV Goldstar Hagen      | Hagen        |
| TSV Hagen 1860          | Hagen        |
| BG Ludwigsburg          | Ludwigsburgo |
| DTV Charlottenburg      | Berlim       |
| Oldenburger TB          | Oldemburgo   |
| MTV 1846 Giessen        | Giessen      |
| FC Bayern München       | Munique      |
| TV 1962 Langen          | Langen       |

## Classificação Fase Regular

### Temporada Regular
| Pos. | Clube                     | V  | D  | Pts      | Classificação |
| ---- | ------------------------- | -- | -- | -------- | ------------- |
| 1    | TSV Bayer 04 Leverkusen   | 19 | 3  | 38:6     | Playoffs      |
| 2    | BG Steiner-Optik Bayreuth | 19 | 3  | 38:6     | Playoffs      |
| 3    | BSC Saturn Köln           | 18 | 4  | 36:8     | Playoffs      |
| 4    | DTV Charlottenburg        | 14 | 8  | 28:16:00 | Playoffs      |
| 5    | 1. FC Bamberg             | 13 | 9  | 26:18:00 | Playoffs      |
| 6    | SSV Goldstar Hagen        | 11 | 11 | 22:22:00 | Playoffs      |
| 7    | MTV 1846 Giessen          | 8  | 14 | 16:28:00 | Playoffs      |
| 8    | SpVgg 07 Ludwigsburg      | 8  | 14 | 16:28:00 | Playoffs      |
| 9    | ASC 46 Göttingen          | 8  | 14 | 16:28:00 | Playouts      |
| 10   | FC Bayern München         | 6  | 16 | 12:32    | Playouts      |
| 11   | Oldenburger TB            | 4  | 18 | 08:36    | Playouts      |
| 12   | TV 1962 Langen            | 4  | 18 | 08:36    | Playouts      |

### Playoffs
|  | Quartas de final | Quartas de final          | Quartas de final   |                 |   | Semifinais                | Semifinais | Semifinais |  |  | Final | Final                   | Final |
|  |                  |                           |                    |                 |   |                           |            |            |  |  |       |                         |       |
|  |                  |                           |                    |                 |   |                           |            |            |  |  |       |                         |       |
|  | 1                | TSV Bayer 04 Leverkusen   | 2                  |                 |   |                           |            |            |  |  |       |                         |       |
|  | 8                | SpVgg 07 Ludwigsburg      | 0                  |                 |   |                           |            |            |  |  |       |                         |       |
|  | 8                | SpVgg 07 Ludwigsburg      | 0                  |                 |   | TSV Bayer 04 Leverkusen   | 2          |            |  |  |       |                         |       |
|  |                  |                           |                    |                 |   | TSV Bayer 04 Leverkusen   | 2          |            |  |  |       |                         |       |
|  |                  |                           | DTV Charlottenburg | 0               |   |                           |            |            |  |  |       |                         |       |
|  | 4                | DTV Charlottenburg        | DTV Charlottenburg | 0               | 2 |                           |            |            |  |  |       |                         |       |
|  | 4                | DTV Charlottenburg        |                    |                 | 2 |                           |            |            |  |  |       |                         |       |
|  | 5                | 1. FC Bamberg             | 1                  |                 |   |                           |            |            |  |  |       |                         |       |
|  |                  |                           |                    |                 |   |                           |            |            |  |  |       | TSV Bayer 04 Leverkusen | 1     |
|  |                  |                           |                    | BSC Saturn Köln | 3 |                           |            |            |  |  |       |                         |       |
|  | 2                | BG Steiner-Optik Bayreuth | 2                  |                 |   |                           |            |            |  |  |       |                         |       |
|  | 7                | MTV 1846 Giessen          | 0                  |                 |   |                           |            |            |  |  |       |                         |       |
|  | 7                | MTV 1846 Giessen          | 0                  |                 |   | BG Steiner-Optik Bayreuth | 0          |            |  |  |       |                         |       |
|  |                  |                           |                    |                 |   | BG Steiner-Optik Bayreuth | 0          |            |  |  |       |                         |       |
|  |                  |                           | BSC Saturn Köln    | 2               |   |                           |            |            |  |  |       |                         |       |
|  | 3                | BSC Saturn Köln           | BSC Saturn Köln    | 2               | 2 |                           |            |            |  |  |       |                         |       |
|  | 3                | BSC Saturn Köln           |                    |                 | 2 |                           |            |            |  |  |       |                         |       |
|  | 6                | SSV Goldstar Hagen        | 0                  |                 |   |                           |            |            |  |  |       |                         |       |

## Campeões da Basketball Bundesliga (BBL) 1987–88
| Campeões da BBL 1987–88 |
| ----------------------- |
| Saturn Köln 4.º título  |

## Clubes alemães em competições europeias
| Clube                   | Competição         | Resultado                                                  |
| ----------------------- | ------------------ | ---------------------------------------------------------- |
| Saturn Köln             | Copa dos Campeões  | Eliminado no Grupo de Oitavas de Final como 6º com 5v - 9d |
| DTV Charlottenburg      | Copa Korać         | Eliminado na Segunda Fase por CAI Zaragoza (88-64;65-99)   |
| 1.FC Bamberg            | Copa Korać         | Eliminado na Primeira Fase por KTP (79-109;97-72)          |
| MTV 1846 Giessen        | Copa Korać         | Eliminado na Primeira Fase por Monaco (87-101;94-116)      |
| TSV Bayer 04 Leverkusen | FIBA Copa Europeia | Eliminado nas Semifinais por RAM Joventut (74-97;97-80)    |